# Nyáron egyszerű
A Nyáron egyszerű fekete-fehér magyar játékfilm, Bacsó Péter első rendezése, amelyet 1963-ban forgattak és 1964-ben mutattak be. Ebben a filmben debütált asszisztensként Huszárik Zoltán, Gyöngyössy Imre dramaturgként és Vámos Tamás operatőrként. A film első munkacíme: Énekek éneke volt.

## Készítették
- Rendező: Bacsó Péter
- Forgatókönyvíró: Bacsó Péter
- Dramaturg: Gyöngyössy Imre
- Operatőr: Vámos Tamás
- Vágó: Boronkay Sándor
- Zene: Fényes Szabolcs
- Hangmérnök: Zsdánszky Ákos
- Díszlettervező: Zeichán Béla
- Rendezőasszisztens: Huszárik Zoltán
- Gyártásvezető: Onódi György

## Szereplők
- Laurentzy Mária... Kati
- Tóth Benedek ... Sándor
- Fodor Tamás... Cicero
- Barzó Jenő... Miletics
- Karikás Péter... Töltő
- Németh Imre... János
- Rátonyi Róbert
- Derecskey Pál
- Nagy Anna
- Zalán Magda
- Fonyó József
- Popov Pisti
- Garamszegi Mária
- Sallai Tibor
- Petényi Ilona
- Lehoczky Zsuzsa
- Olasz János
- Tatay Éva
- Zsudi József
- Takács Andrea
- Kőniger Miklós
- Komlós András
- Ross József
- Selényi Etelka
- Nagy István
- Tándor Lajos
- Hajnal Károly

## A film cselekménye
A nem hivatásos színészek szerepeltetéséről Bacsó Péter az alábbiakat mondta:

„Az volt a szándékom, hogy természetes, közvetlen és egyszerű játékstílust alakítsak ki. Az elképzelés megvalósításához feltétlenül amatőrök közreműködése vált szükségessé. Arról nem is beszélve, hogy tizenhat éves lány illúzióját már főiskolások sem nagyon kelthetik. Filmjeinkben a nézők gyakran nem a vásznon látható hőst, hanem elsősorban a népszerű színészt, Törőcsiket, Págert, Ruttkait látják, s ez az élmény teljességét, végső hatását károsan befolyásolja. Szerettem volna, ha filmem esetében ilyen körülmény nem tereli el a figyelmet a fiatalok szép, tiszta szerelméről. Ez indokolja a látszólag merész szereposztást.”

A történet egy tizenhat éves lány és egy huszonkét éves fiú szerelméről és házasságáról szól. A barátok és a szülők ellenére kötnek házasságot, ám nincs otthonuk az önálló élethez. Közös életük első napjait a szerelmeket megkönnyítő nyári jó időben együtt élik egy Duna-parti kis csónakházban. Itt ismerkednek meg egymással igazán, és itt állja ki szerelmük – sikerrel – az első megpróbáltatásokat.